# Francis Lederer
Francis Lederer, nato František Lederer (Praga, 6 novembre 1899 – Palm Springs, 25 maggio 2000), è stato un attore statunitense di origine austro-ungarica.

## Biografia
Francis Lederer, appassionato di recitazione fin da ragazzo, frequentò l'Accademia di Musica e Arte drammatica nella natia Praga. Dopo il servizio militare durante la prima guerra mondiale, fece il suo debutto sul palcoscenico al New German Theatre nella pièce Burning Heart e durante gli anni venti girò l'Europa recitando nei teatri di Cecoslovacchia, Ungheria, Austria e Germania. Da ricordare in questo periodo la sua interpretazione di Romeo in Romeo e Giulietta, diretta da Max Reinhardt.
Alla fine degli anni venti Lederer debuttò sugli schermi cinematografici grazie all'interessamento dell'attrice tedesca Henny Porten, il cui marito era produttore. Inizialmente Lederer, con il suo gradevole aspetto da primattore romantico, non fu preso in eccessiva considerazione dalla critica, ma i recensori ebbero presto a ricredersi di fronte alle sue interpretazioni in Il vaso di Pandora (1929), con Louise Brooks, e Atlantik (1929), entrambi diretti da Georg Wilhelm Pabst. Altro ruolo di rilievo fu quello del tenente Michael Rostof in Nina Petrowna (1929). Dopo pochi film, Lederer era già affermato come star maschile del cinema europeo e non ebbe difficoltà durante la cruciale transizione dal cinema muto al sonoro.
Nel 1931 Lederer lavorò sui palcoscenici londinesi in Volpone e l'anno successivo in Autumn Crocus di Dodie Smith, un lavoro che lo portò in America e che venne replicato a Broadway 210 volte fra il 1932 e il 1933, e in seguito a Los Angeles. Durante il suo soggiorno in California, fu notato dai produttori di Hollywood e nel 1934 debuttò sul grande schermo in Man of Two Worlds.
Per alcuni anni l'attore interpretò diverse commedie come Romance in Manhattan (1935), al fianco di Ginger Rogers, in cui impersonò un immigrato cecoslovacco che tenta in tutti i modi di procurarsi il denaro necessario per pagare l'imposta di entrata negli Stati Uniti, e viene aiutato da una ballerina e cantante. Recitò anche con Frances Dee in L'allegro inganno (1935), con Ida Lupino in Un bacio al buio (1936), con Ann Sothern in La moglie americana (1936), e con Madeleine Carroll in Baciami così (1937). Inizialmente scritturato accanto a Katharine Hepburn in Quando si ama (1935), venne rimpiazzato da Charles Boyer.
Malgrado le buone premesse, Lederer non divenne una stella di prima grandezza, ma continuò a recitare in ruoli interessanti, come quello del playboy Jacques Picot nella commedia La signora di mezzanotte (1939) di Mitchell Leisen, accanto a Claudette Colbert e John Barrymore, e quello, per lui fino a quel momento inusuale, del villain, prima in Confessions of a Nazy Spy (1939), in cui interpretò uno dei componenti di un bieco gruppo di cospiratori nazisti, perseguiti da un instancabile agente dell'FBI impersonato da Edward G. Robinson, e successivamente nel dramma The Man I Married (1940), al fianco di Joan Bennett.
Mentre rallentava la carriera cinematografica, Lederer continuava a rimanere in piena attività sui palcoscenici americani. Recitò in produzioni di successo di Golden Boy (1937), Seventh Heaven (1939), No Time for Comedy (1939), in cui rimpiazzò Laurence Olivier, The Play's the Thing (1942), A Doll's House (1944). Durante gli anni quaranta apparve sul grande schermo in sporadiche occasioni, in film quali Il ponte di San Luis Rey (1944), Il diario di una cameriera (1946) di Jean Renoir, il poliziesco Nessuno ti avrà mai (1946), e il drammatico La spia del lago (1950), in cui interpretò un ambiguo nobiluomo italiano, il barone Rocco de Greffi, che ha sposato con l'inganno la ragazza del protagonista (Alan Ladd), un ex capitano americano che torna in Italia per trovare il vero colpevole di un complotto ai danni di un gruppo di partigiani durante la seconda guerra mondiale.
Durante gli anni cinquanta Lederer fece alcune apparizioni televisive e tornò sul grande schermo solo nel 1956 con il film di spionaggio Lisbon di Ray Milland, con la commedia La figlia dell'ambasciatore e con l'horror Il bacio dello spettro (1958), in cui impersonò il conte Dracula. La sua ultima interpretazione cinematografica fu nel film Terror Is a Man (1959), dopodiché l'attore si dedicò ancora al teatro e alla televisione, con partecipazioni a serie di successo come Gli intoccabili (1960), Ben Casey (1962-1965), Missione Impossibile (1967) e Mistero in galleria (1971), nuovamente nei panni del conte Dracula, ruolo con cui diede l'addio definitivo alle scene.
Dopo aver chiuso la carriera artistica, Lederer si occupò di investimenti nel mercato immobiliare, insegnò recitazione, fu un attivo filantropo e sostenne movimenti pacifisti. Fu un grande promotore dello sviluppo della località californiana di Canoga Park (dal 1987 rinominata West Hills), di cui fu eletto anche sindaco onorario per un certo periodo. Fu inoltre uno dei fondatori dell'American National Academy of Performing Arts di Los Angeles, e dell'International Academy of Performing Arts di Washington
Per molti decenni Lederer visse a Canoga Park, nella Valle di San Fernando, dove nel 1934 aveva progettato e avviato la costruzione di una grande villa di stile architettonico ispirato al Mediterranean Revival e al Mission Revival. La residenza, curata con la collaborazione dell'architetto John R. Litke, fu realizzata con estrema attenzione ai particolari e alla scelta dei materiali e degli arredi, molti dei quali erano pezzi originali provenienti dall'Europa. È tuttora sotto la protezione del Los Angeles Historic Cultural Monuments come uno dei maggiori esempi di architettura e design di esterni e di interni, e centro di interesse storico.

## Vita privata
Francis Lederer si sposò tre volte, la prima con la cantante d'opera Ada Nejedly, da cui divorziò nel 1928. Dal 1937 al 1940 fu sposato con l'attrice messicana Margo, che in seguito si risposerà con l'attore Eddie Albert.
Cittadino americano dal 1939, anno in cui decise di rimanere negli Stati Uniti per via della precaria situazione politica in Europa, nel 1941 l'attore si risposò con Marion Irvine, commissario per gli affari culturali a Los Angeles, che gli fu accanto per il resto della vita.
Tra gli ultimi veterani dell'armata austro-ungarica sopravvissuti della prima guerra mondiale, Francis Lederer insegnò recitazione fino a una settimana prima della sua morte, avvenuta a Palm Springs il 25 maggio 2000, all'età di cento anni. Nello stesso anno il governo austriaco gli aveva conferito la Croce d'Onore di Prima Classe nelle Scienze e nelle Arti.

## Filmografia

### Cinema
- Zuflucht, regia di Carl Froelich (1928)
- Die seltsame Nacht der Helga Wangen, regia di Holger-Madsen (1928)
- Il vaso di Pandora (Die Büchse der Pandora), regia di Georg Wilhelm Pabst (1929)
- Nina Petrowna, regia di Hanns Schwarz (1929)
- Meineid - Ein Paragraph, der Menschen tötet, regia di Georg Jacoby (1929)
- Maman Colibri, regia di Julien Duvivier (1929)
- Atlantik, regia di Ewald André Dupont (1929)
- Der Weg zur Schande, regia di Richard Eichberg (1930)
- Der Detektiv des Kaisers, regia di Carl Boese (1930)
- Fundvogel, regia di Wolfgang Hoffmann-Harnisch (1930)
- Susanne macht Ordnung, regia di Eugen Thiele (1930)
- Roxi B bar (Ihre Majestät die Liebe), regia di Joe May (1931)
- Das Schicksal der Renate Langen, regia di Rudolf Walther-Fein (1931)
- Man of Two Worlds, regia di J. Walter Ruben (1934)
- Usanze d'allora (The Pursuit of Happiness), regia di Alexander Hall (1934)
- Romance in Manhattan, regia di Stephen Roberts (1935)
- L'allegro inganno (The Gay Deception), regia di William Wyler (1935)
- Un bacio al buio (One Rainy Afternoon), regia di Rowland V. Lee (1936)
- La moglie americana (My American Wife), regia di Harold Young (1936)
- Baciami così (It's All Yours), regia di Elliott Nugent (1937)
- The Lone Wolf in Paris, regia di Albert S. Rogell (1938)
- La signora di mezzanotte (Midnight), regia di Mitchell Leisen (1939)
- Confessioni di una spia nazista (Confessions of a Nazy Spy), regia di Anatole Litvak (1939)
- The Man I Married, regia di Irving Pichel (1940)
- Puddin' Head, regia di Joseph Santley (1941)
- Il ponte di San Luis Rey (The Bridge of San Luis Rey), regia di Rowland V. Lee (1944)
- Una voce nel vento (Voice in the Wind), regia di Arthur Ripley (1944)
- Il diario di una cameriera (Diary of a Chambermaid), regia di Jean Renoir (1946)
- Nessuno ti avrà mai (Madonna's Secret), regia di Wilhelm Thiele (1947)
- Million Dollar Weekend, regia di Gene Raymond (1948)
- La spia del lago (Captain Carey, U.S.A.), regia di Mitchell Leisen (1950)
- Lo scandalo della sua vita (A Woman of Distinction), regia di Edward Buzzell (1950)
- Il diavolo nella carne (Surrender), regia di Allan Dwan (1950)
- Abenteuer in Wien, regia di Emil E. Reinert (1952)
- Stolen Identity, regia di Gunther Von Fritsch (1953)
- La figlia dell'ambasciatore (The Ambassador's Daughter), regia di Norman Krasna (1956)
- Lisbon, regia di Ray Milland (1956)
- Il bacio dello spettro (The Return of Dracula), regia di Paul Landres (1958)
- Maracaibo, regia di Cornel Wilde (1958)
- Terror Is a Man, regia di Gerardo de Leon (1959)

### Televisione
- The Philco Television Playhouse – serie TV, 1 episodio (1950)
- Lux Video Theatre – serie TV, 1 episodio (1951)
- Somerset Maugham TV Theatre – serie TV, 1 episodio (1951)
- Robert Montgomery Presents – serie TV, 1 episodio (1954)
- Schlitz Playhouse of Stars – serie TV, 1 episodio (1954)
- The Elgin Hour – serie TV, 1 episodio (1954)
- Matinee Theatre – serie TV, 1 episodio (1957)
- Sally – serie TV, 1 episodio (1957)
- Studio One – serie TV, 1 episodio (1958)
- Behind Closed Doors – serie TV, 1 episodio (1958)
- The DuPont Show of the Month – serie TV, 1 episodio (1960)
- Sunday Showcase – serie TV, 1 episodio (1960)
- Gli intoccabili (The Untouchables) – serie TV, 1 episodio (1960)
- The Best of the Post – serie TV, episodio 1x10 (1961)
- Ben Casey – serie TV, 2 episodi (1962-1965)
- The Crisis (Kraft Suspense Theatre) – serie TV, 1 episodio (1965)
- Blue Light – serie TV, 1 episodio (1966)
- Missione impossibile (Mission: Impossible) – serie TV, 1 episodio (1967)
- Quella strana ragazza (That Girl) – serie TV, 1 episodio (1967)
- Operazione ladro (It Takes a Thief) – serie TV, 1 episodio (1969)
- Mistero in galleria (Night Gallery) – serie TV, 1 episodio (1971)

## Doppiatori italiani
- Stefano Sibaldi in Lo scandalo della sua vita, La figlia dell'ambasciatore
- Giulio Panicali in Il ponte di San Luis Rey
- Mario Pisu in La signora di mezzanotte
- Emilio Cigoli in La spia del lago
- Bruno Persa in Lisbon
- Sergio Di Stefano in Confessioni di una spia nazista (doppiaggio tardivo)